# Henri Dedecker
Pour les articles homonymes, voir Dedecker.
Henri Dedecker, probablement né en 1879 et mort à l'âge de 55 ans à Montana en Suisse le 6 janvier 1935 des suites d'une longue maladie, est un footballeur international belge actif à la fin du 19e et au début du 20e siècle. Il joue dans trois clubs bruxellois différents durant sa carrière, remportant quatre titres de champion de Belgique avec le Racing CB.

## Carrière
Henri Dedecker fait partie des joueurs qui disputent le premier championnat de Belgique de football dans les rangs du Sporting Club de Bruxelles. À la suite du retrait du club lors du championnat suivant, il rejoint l'Athletic & Running Club de Bruxelles, où il joue durant deux ans. En 1898, il est recruté par le Racing Club de Bruxelles, un des deux clubs phares du pays lors des débuts du football en Belgique. Avec cette équipe, il remporte quatre fois consécutivement le championnat entre 1900 et 1903. Il est également appelé à deux reprises en équipe nationale belge en 1905. Finalement, à l'âge de 28 ans, il décide de mettre un terme à sa carrière de joueur en 1906.

## Statistiques
| Saison                | Club                  | Championnat           | Championnat | Championnat | Coupe(s) nationale(s) | Coupe(s) nationale(s) | Total | Total |
| Saison                | Club                  | Division              | M.          | B.          | M.                    | B.                    | M.    | B.    |
| 1895-1896             | Sporting CB           | Division 1            | -           | -           | 0                     | 0                     | 0     | 0     |
| 1896-1897             | A&RC Bruxelles        | Division 1            | -           | -           | 0                     | 0                     | 0     | 0     |
| 1897-1898             | A&RC Bruxelles        | Division 1            | -           | -           | 0                     | 0                     | 0     | 0     |
| 1898-1899             | Racing CB             | Division 1            | -           | -           | 0                     | 0                     | 0     | 0     |
| 1899-1900             | Racing CB             | Division 1            | -           | -           | 0                     | 0                     | 0     | 0     |
| 1900-1901             | Racing CB             | Division 1            | -           | -           | 0                     | 0                     | 0     | 0     |
| 1901-1902             | Racing CB             | Division 1            | -           | -           | 0                     | 0                     | 0     | 0     |
| 1902-1903             | Racing CB             | Division 1            | -           | -           | 0                     | 0                     | 0     | 0     |
| 1903-1904             | Racing CB             | Division 1            | -           | -           | 0                     | 0                     | 0     | 0     |
| 1904-1905             | Racing CB             | Division 1            | -           | -           | 0                     | 0                     | 0     | 0     |
| 1905-1906             | Racing CB             | Division 1            | -           | -           | 0                     | 0                     | 0     | 0     |
| Total sur la carrière | Total sur la carrière | Total sur la carrière | 1           | -           | 0                     | 0                     | 1     | 0     |

## Palmarès
- 4 fois champion de Belgique en 1900, 1901, 1902 et 1903 avec le Racing Club de Bruxelles.

## Carrière internationale
Henri Dedecker compte deux convocations en équipe nationale belge, pour autant de matches joués. Il dispute son premier match avec les « Diables Rouges » le 7 mai 1905 contre la France et son second une semaine plus tard contre les Pays-Bas.
Le tableau ci-dessous reprend toutes les sélections d'Henri Dedecker. Le score de la Belgique est toujours indiqué en gras.
| Date       | Compétition  | Adversaire | Lieu      | Score | Remarque |
| ---------- | ------------ | ---------- | --------- | ----- | -------- |
| 07/05/1905 | Match amical | France     | Bruxelles | 7-0   |          |
| 14/05/1905 | Match amical | Pays-Bas   | Rotterdam | 4-0   |          |